# Nordisk Råds Miljøpris
Nordisk Råds Miljøpris uddeles hvert år i forbindelse med Nordisk Råds session.
Formålet med Miljøprisen er at styrke bevidstheden om natur- og miljøarbejdet i Norden.
Prisen tildeles en nordisk erhvervsvirksomhed, organisation eller person som har formået at integrere hensynet til natur og miljø i sin virksomhed, i sit virke eller på anden måde har udøvet en ekstraordinær indsats for natur og miljø.
Vinderen af prisen vælges af en bedømmelseskomite på tretten sagkyndige personer der repræsenterer de fem nordiske lande og de selvstyrende områder Færøerne, Grønland og Åland. Hvert år udvælger komiteen et tema for prisen. Bedømmelseskomiteen træffer beslutning om tildeling af prisen på baggrund af indstillinger. Hver national komite kan højst foreslå to mulige prismodtagere, og hvert selvstyrende område kan højst foreslå én mulig prismodtager.
Temaet for prisen i 2011 var bæredygtig turisme: "Prisen tildeles en virksomhed, der fremmer bæredygtig turisme i Norden" . Bedømmelseskomiteen udpegede vinderen, norske Scandic Hotels, på sit møde i Helsinki 25. maj 2011.
I 2019 blev Nordisk Råds Miljøpris tildelt til Greta Thunberg, men hun har valgt at ikke at tage imod prisen. Det gjorte hun som protest mod manglende klimahandling.
Prisen blev uddelt første gang i 1995 og er på 350.000 danske kroner.

## Prismodtagere
- 1995: Torleif Ingelög (Sverige)
- 1996: Inuit Circumpolar Conference (Grønland)
- 1997: Institut for Produktudvikling på Danmarks Tekniske Universitet (Danmark)
- 1998: Projektet Jarðvegsvernd og leder Ólafur Arnalds (Island)
- 1999: Ålands Natur & Miljö (Åland)
- 2000: Miljøorganisationen Bellona (Norge)
- 2001: Mats Segnestam (Sverige)
- 2002: Arne Næss (Norge)
- 2003: Ungdomsorganisationen Luonto-Liitto ry (Finland)
- 2004: Coalition Clean Baltic
- 2005: Ann-Cecilie Norderhaug (Norge)
- 2006: Bogi Hansen (Færøerne)
- 2007: Albertslund Kommune (Danmark)
- 2008: Marorka (Island)
- 2009: Friluftsfrämjandets virksomhed I Ur och Skur (Sverige)
- 2010: Merkur Andelskasse (Danmark), Ekobanken (Sverige) og Cultura bank (Norge)
- 2011: Scandic Hotels (Norge)
- 2012: Olli Manninen (Finland)
- 2013: Selina Juul (Danmark), for Stop Spild Af Mad bevægelsen
- 2014: Reykjavik Kommune (Island)
- 2015: SEV (Færøerne)
- 2016: Steen Olesen og Klaus Pedersen, Danmark, for appen "Too Good to Go"[1]
- 2017: Jonne Hellgren, direktør for firmaet RePack, Finland, for med deres produkt at gøre miljø til en god forretning.[2]
- 2018: PISUNA Naturressourcerådet i Attu, Grønland.[3]
- 2019: Greta Thunberg (Sverige)
- 2020: Jens-Kjeld Jensen (Færøerne)
- 2021: Concito (Danmark)
- 2022: Mariehamn (Åland)

## Ekstern henvisning
- Miljøprisen på Nordisk Råds webtsted
- Om Miljøprisen på Nordisk Råds webtsted